# Volia
Volia fue un género extinto de crocodiliano mekosuquino de Fiyi. Medía entre 2 a 3 metros de largo. A pesar de su pequeño tamaño, debe de haber sido el mayor depredador en los ecosistemas pleistocénicos de Fiyi.
Fósiles de Volia athollandersoni han sido hallados en las Islas Fiyi en las cavernas Voli-Voli y Wainibuku. El holotipo de Volia athollandersoni se encuentra en la colección del Museo de Nueva Zelanda Te Papa Tongarewa.